# 保加利亚危机
保加利亚危机是指1885年至1888年间因列强干涉保加利亚与东鲁米利亚合并而引起的一场政治危机，此次危機導致奥匈帝国与俄罗斯帝国之间產生冲突並導致三皇同盟解體，並促使俄罗斯帝国转而同法国接近。
保加利亚人于1885年9月在东鲁米利亚首府普罗瓦迪亚推翻了奧斯曼土耳其帝國总督的统治，宣布东鲁米利亚和保加利亚重新合并，保加利亚大公亚历山大·巴腾堡同意东鲁米利亚併入保加利亞。由於东鲁米利亚驅逐奧斯曼帝國總督的人士較為反俄，結果俄羅斯帝國改口反对保加利亚统一並谴责亚历山大·巴腾堡。
1885年10月，各國在君士坦丁堡举行会议。德国、奥匈帝国、法国、意大利、俄羅斯帝國主張奧斯曼土耳其帝國應該收复东鲁米利亚。英国反对，提出奧斯曼土耳其帝國方面應該任命亚历山大·巴腾堡为东鲁米利亚行政长官，保加利亚應維持事實上的统一。塞尔维亚此时又向保加利亚索取补偿。同年11月14日，塞爾維亞進攻保加利亞，但是戰敗，只好退出保加利亞。保加利亞反擊並攻入塞爾維亞並逼近塞尔维亚首都。11月28日，奥匈帝国援助塞爾維亞，並要求保加利亞撤出塞爾維亞。保加利亞同意恢复战前状态。最終奧斯曼土耳其帝國和保加利亞双方同意采取英国的建议，由保加利亞大公兼任奧斯曼土耳其帝國东鲁米利亚行政长官。
1886年8月，保加利亞亲俄派发动政变，逮捕并驱逐亚历山大·巴腾堡。反俄派随即發動反政变並控制了保加利亞政權。9月，俄羅斯帝國派使者前往索非亚，要求保加利亚接受俄羅斯帝國派來的人为大公，結果俄、保关系徹底破裂。亲俄派于1887年2月再次发动政變，結果又沒成功。6月，保加利亚国民议会推选奧匈帝國提出的候选人斐迪南一世为大公。随后斐迪南一世不顾俄羅斯帝國反对，在保加利亚即位。